# Cryphia marginelota
Cryphia marginelota là một loài bướm đêm trong họ Noctuidae.